# Eric M. Runesson
Eric M. Runesson, folkbokförd Erik Michael Runesson, ursprungligen Andersson, född 26 september 1960 i Katarina församling i Stockholm, är en svensk jurist, ledamot av Svenska akademien och justitieråd i Högsta domstolen.

## Biografi
Eric M. Runesson är son till butikschefen Rune Andersson och Inga-Britt Andersson, född Åslund. Han växte upp i Farsta.
Runesson inledde sina universitetsstudier med att läsa idéhistoria, språk, litteraturvetenskap och konstvetenskap. Han bytte sedan inriktning på studierna och avlade juristexamen vid Stockholms universitet 1986. Han tjänstgjorde sedan som tingsnotarie vid Stockholms tingsrätt 1986–1987. Han var lektor i handelsrätt vid Handelshögskolan i Stockholm 1987–1988. Han bedrev forskarstudier (LL.M) vid Harvard Law School 1988–1989. Efter vistelsen i USA började han arbeta på en advokatbyrå. Runesson blev juris doktor vid Handelshögskolan i Stockholm 1996, då han disputerade på avhandlingen Rekonstruktion av ofullständiga avtal. Han blev docent i rättsvetenskap vid Handelshögskolan i Stockholm år 2000. Eric M. Runesson var adjungerad professor i handelsrätt vid Lunds universitet 2003–2009 och adjungerad professor i kommersiell avtalsrätt 2016–2018.
Runesson blev ledamot av Sveriges advokatsamfund (advokat) 1993. Han blev delägare i Sandart & Partners Advokatbyrå år 1996, där han hade arbetat sedan 1993. Han var styrelseledamot i Stockholms handelskammares medlingsinstitut 1999–2014. Runesson satt i styrelsen för Advokatsamfundet 2014–2018.
Eric M. Runesson utnämndes den 14 juni 2018 till justitieråd i Högsta domstolen med tillträde den 3 september 2018.
Han har även publicerat en rad böcker och artiklar. De har främst berört förmögenhetsrättsliga ämnen, processrätt och medling.
Den 5 oktober 2018 valdes Eric Runesson in i Svenska Akademien. Han tog sitt inträde vid Akademiens högtidssammankomst den 20 december 2018 och efterträdde då Lotta Lotass på stol nr 1.
Eric M. Runesson är sedan 1992 gift med advokaten Cecilia Runesson (född 1966), dotter till generaldirektören K.G. Scherman och Birgitta Johansson.